# Anthurium sagawae
Anthurium sagawae är en kallaväxtart som beskrevs av Thomas Bernard Croat. Anthurium sagawae ingår i släktet Anthurium och familjen kallaväxter. Inga underarter finns listade.